# Estes Park
Estes Park est une ville des États-Unis située dans le comté de Larimer, État du Colorado. C'est un centre de villégiature estival, notamment en raison de sa proximité avec le parc national de Rocky Mountain.
Selon le recensement de 2010, Estes Park compte 5 858 habitants. La municipalité s'étend sur 6,79 milles carrés (17,59 km2), dont 6,71 milles carrés (17,38 km2) de terres.
La ville porte le nom de son premier habitant, Noel Estes.

## Démographie
| 1930 | 1940 | 1950  | 1960  | 1970  | 1980  |
| ---- | ---- | ----- | ----- | ----- | ----- |
| 417  | 994  | 1 617 | 1 175 | 1 616 | 2 703 |

| 1990  | 2000  | 2010  | - | - | - |
| ----- | ----- | ----- | - | - | - |
| 3 184 | 5 413 | 5 858 | - | - | - |

## Jumelages
- Monteverde, Costa Rica

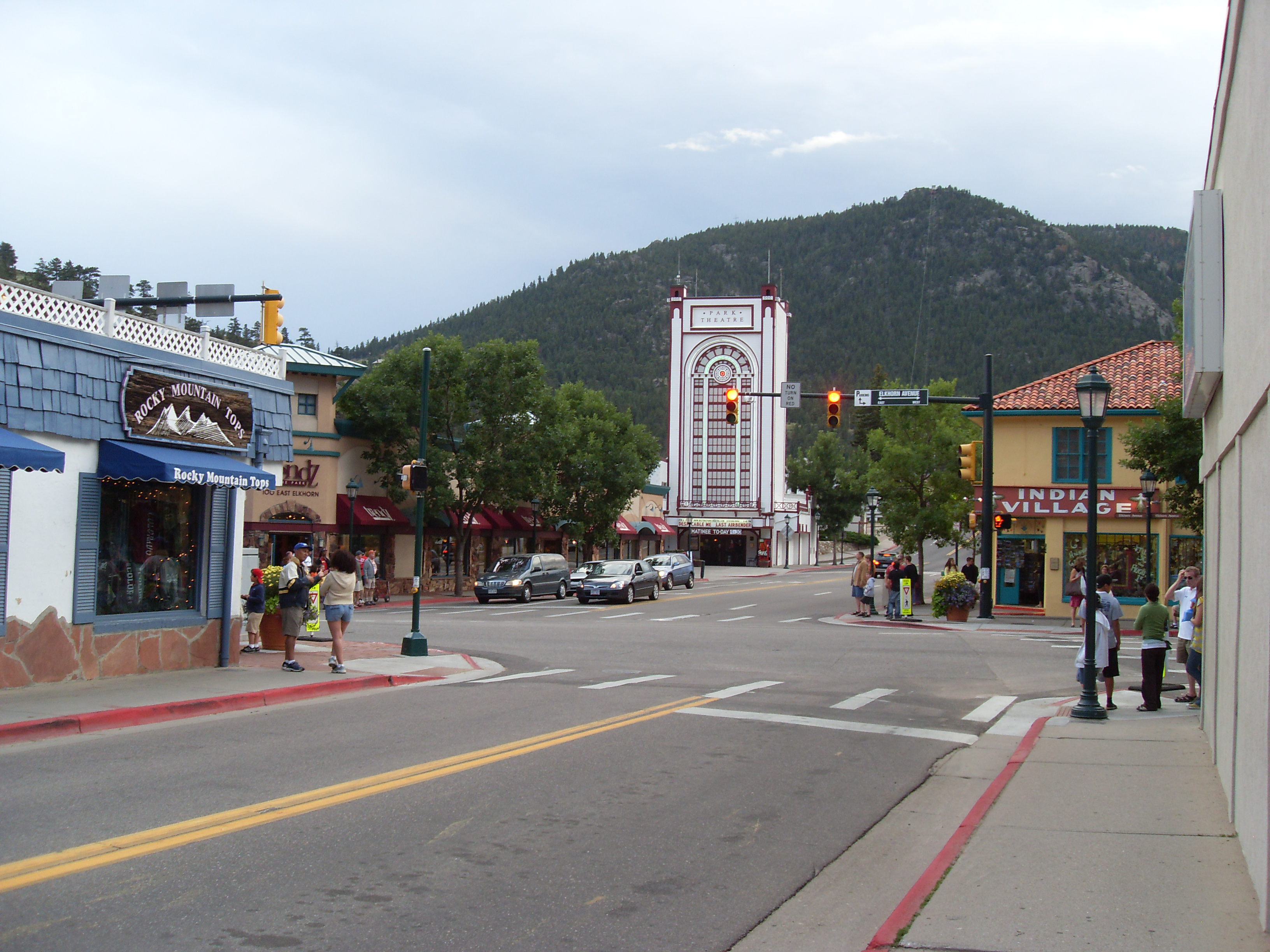
Centre-ville d'Estes Park.
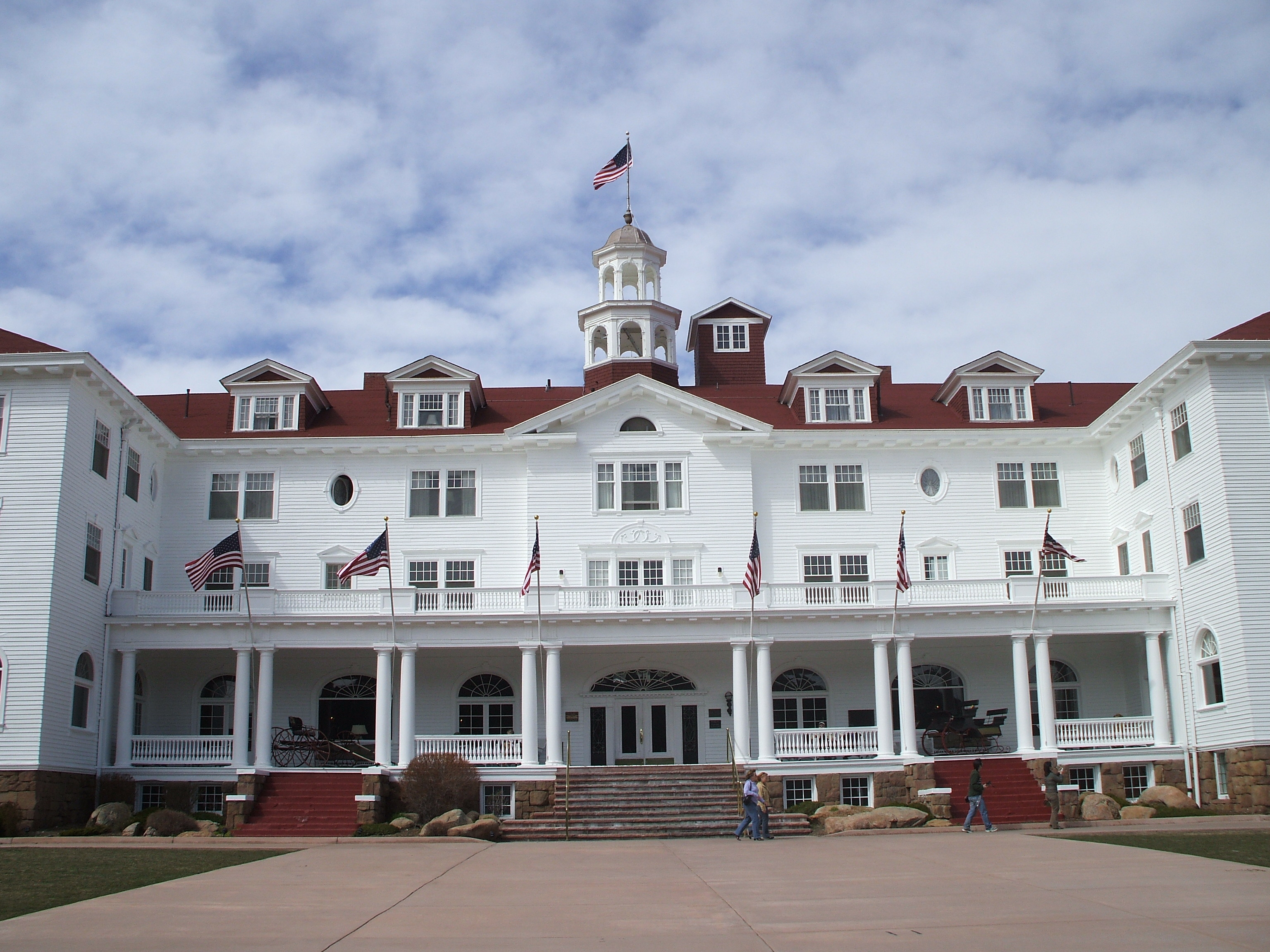
Le Stanley Hotel, qui a ouvert ses portes en 1909.
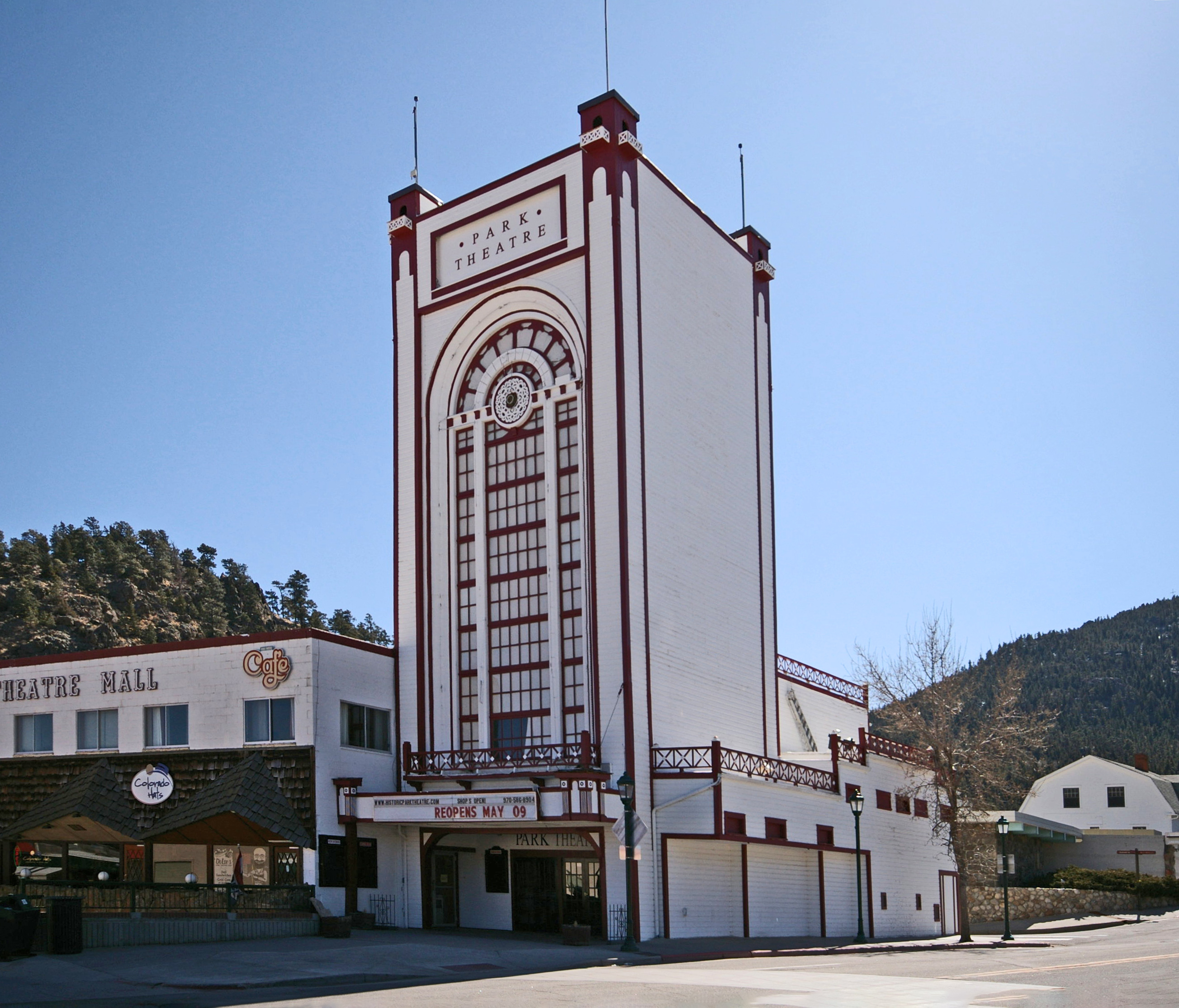
Le Park Theatre, une salle de cinéma.